# Xiaolangdi
Xiaolangdi (kinesiska: 小浪底, 小浪底镇) är en köping i Kina. Den ligger i provinsen Henan, i den centrala delen av landet, omkring 120 kilometer väster om provinshuvudstaden Zhengzhou. Antalet invånare är 28 994. Befolkningen består av 14 688 kvinnor och 14 306 män. Barn under 15 år utgör 20,0 %, vuxna 15-64 år 68 %, och äldre över 65 år 10,0 %.
Genomsnittlig årsnederbörd är 659 millimeter. Den regnigaste månaden är september, med i genomsnitt 135 mm nederbörd, och den torraste är december, med 4 mm nederbörd.